# Ропочево
Ропочево је насеље у општини Сопот у Граду Београду. Према попису из 2022. било је 2546 становника.

## Историја
Ропочево се налази северно од среског места Сопота, управо између ова два места нема границе, већ се из једног пролази у друго. Судећи по ископинама које се налазе на месту „Анатеми“, где је по предању некада постојао манастир, овде је свакако још врло рано морало бити насеља.
Прве писане податке о Ропочеву имамо из доба аустријске владавине (1718 — 1739. године) када се ово село помиње под именом Rapaceva (Robotschevo). Тада је у селу било 20 домова. У арачким списковима из првих десетина 19. века помиње се у Вићентијевој кнежини село Ропочево, које је имало 1818. године 46 кућа, а по попису из 1921. године у селу је било 324 куће са 1.953 становника.
Најстарије породице су Ћосовићи (Радовановићи), Обрадовићи и Радосављевићи, чији су преци дошли „од Косова“ и најпре се настанили на месту које се данас зове Старо Село, одакле су доцније прешли на данашња места, затим Ковачевићи и Вилотијевићи. Остале су породице доцније долазиле из разних крајева. До године 1864. село није имало своју школу и те године ју је добило (подаци од краја 1921. године). Неки сељани су били чланови, изгледа водећи, космајске разбојничке банде која је ухапшена крајем 1923, а оперисала у претходних пет послератних година. Црква је грађена од јула 1935, освећена је 1. новембра 1936.
Ропочево се стопило са суседним насељем Сопот и престало је формално да постоји.

## Демографија
У насељу Ропочево живи 1830 пунолетних становника, а просечна старост становништва износи 39,4 година (38,1 код мушкараца и 40,7 код жена). У насељу има 718 домаћинстава, а просечан број чланова по домаћинству је 3,29.
Ово насеље је великим делом насељено Србима (према попису из 2002. године), а у последња три пописа, примећен је пораст у броју становника.
|  |

| Демографија | Демографија | Демографија |
| Година      | Становника  | Становника  |
| ----------- | ----------- | ----------- |
| 1948.       | 2.247       |             |
| 1953.       | 2.251       |             |
| 1961.       | 2.179       |             |
| 1971.       | 2.062       |             |
| 1981.       | 1.869       |             |
| 1991.       | 2.004       | 1.952       |
| 2002.       | 2.363       | 2.444       |

| Етнички састав према попису из 2002.‍ | Етнички састав према попису из 2002.‍ | Етнички састав према попису из 2002.‍ | Етнички састав према попису из 2002.‍ | Етнички састав према попису из 2002.‍ |
| ------------------------------------ | ------------------------------------ | ------------------------------------ | ------------------------------------ | ------------------------------------ |
|                                      |                                      |                                      |                                      |                                      |
| Срби                                 | Срби                                 |                                      | 2.294                                | 97,07%                               |
| Југословени                          | Југословени                          |                                      | 14                                   | 0,59%                                |
| Роми                                 | Роми                                 |                                      | 9                                    | 0,38%                                |
| Македонци                            | Македонци                            |                                      | 4                                    | 0,16%                                |
| Црногорци                            | Црногорци                            |                                      | 3                                    | 0,12%                                |
| Бугари                               | Бугари                               |                                      | 3                                    | 0,12%                                |
| Чеси                                 | Чеси                                 |                                      | 1                                    | 0,04%                                |
| Хрвати                               | Хрвати                               |                                      | 1                                    | 0,04%                                |
| Румуни                               | Румуни                               |                                      | 1                                    | 0,04%                                |
| непознато                            | непознато                            |                                      | 3                                    | 0,12%                                |

| Година пописа     | 1948. | 1953. | 1961. | 1971. | 1981. | 1991. | 2002. |
| ----------------- | ----- | ----- | ----- | ----- | ----- | ----- | ----- |
| Број домаћинстава | 460   | 488   | 521   | 557   | 525   | 582   | 718   |

| Број чланова      | 1   | 2   | 3   | 4   | 5  | 6  | 7  | 8 | 9 | 10 и више | Просек |
| ----------------- | --- | --- | --- | --- | -- | -- | -- | - | - | --------- | ------ |
| Број домаћинстава | 130 | 152 | 114 | 148 | 91 | 59 | 12 | 9 | 1 | 2         | 3,29   |

| Пол    | Укупно | Неожењен/Неудата | Ожењен/Удата | Удовац/Удовица | Разведен/Разведена | Непознато |
| ------ | ------ | ---------------- | ------------ | -------------- | ------------------ | --------- |
| Мушки  | 921    | 251              | 603          | 37             | 29                 | 1         |
| Женски | 1.025  | 199              | 596          | 194            | 36                 | 0         |
| УКУПНО | 1.946  | 450              | 1.199        | 231            | 65                 | 1         |

| Пол    | Укупно                    | Пољопривреда, лов и шумарство | Рибарство                            | Вађење руде и камена | Прерађивачка индустрија       |
| ------ | ------------------------- | ----------------------------- | ------------------------------------ | -------------------- | ----------------------------- |
| Мушки  | 448                       | 57                            | 1                                    | 5                    | 89                            |
| Женски | 301                       | 42                            | 0                                    | 1                    | 46                            |
| УКУПНО | 749                       | 99                            | 1                                    | 6                    | 135                           |
| Пол    | Производња и снабдевање   | Грађевинарство                | Трговина                             | Хотели и ресторани   | Саобраћај, складиштење и везе |
| Мушки  | 22                        | 38                            | 55                                   | 3                    | 88                            |
| Женски | 6                         | 4                             | 58                                   | 8                    | 17                            |
| УКУПНО | 28                        | 42                            | 113                                  | 11                   | 105                           |
| Пол    | Финансијско посредовање   | Некретнине                    | Државна управа и одбрана             | Образовање           | Здравствени и социјални рад   |
| Мушки  | 2                         | 9                             | 33                                   | 12                   | 10                            |
| Женски | 7                         | 8                             | 17                                   | 25                   | 44                            |
| УКУПНО | 9                         | 17                            | 50                                   | 37                   | 54                            |
| Пол    | Остале услужне активности | Приватна домаћинства          | Екстериторијалне организације и тела | Непознато            | Непознато                     |
| Мушки  | 7                         | 0                             | 0                                    | 17                   | 17                            |
| Женски | 13                        | 0                             | 0                                    | 5                    | 5                             |
| УКУПНО | 20                        | 0                             | 0                                    | 22                   | 22                            |